# Oleśnica (comune rurale)
Oleśnica è un comune rurale polacco del distretto di Oleśnica, nel voivodato della Bassa Slesia.
Ricopre una superficie di 243,44 km² e nel 2006 contava 11 372 abitanti.
Il capoluogo è Oleśnica, che non fa parte del territorio ma costituisce un comune a sé.

## Geografia antropica

### Frazioni
Il territorio comunale comprende le seguenti frazioni rurali o sołectwo:
- Bogusławice
- Boguszyce
- Brzezinka
- Bystre
- Cieśle
- Dąbrowa
- Gręboszyce
- Jenkowice
- Krzeczyn
- Ligota Mała
- Ligota Polska
- Ligota Wielka
- Nieciszów
- Nowa Ligota
- Nowoszyce
- Osada Leśna
- Ostrowina
- Piszkawa
- Poniatowice
- Smardzów
- Smolna
- Sokołowice
- Spalice
- Świerzna
- Wszechświęte
- Wyszogród
- Zarzysko
- Zimnica